# Stoke (Suffolk)
Stoke is een civil parish en voorstad van de Engelse stad Ipswich, in het graafschap Suffolk. Stoke komt in het Domesday Book (1086) voor als 'Stoches'.